# Wolodymyr Temnyzkyj

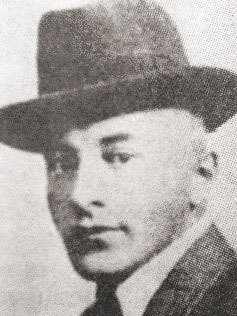
Wolodymyr Temnyzkyj

Wolodymyr Mykolaiowytsch Temnyzkyj (* 24. Juli 1879 in Chlopiwka, Österreich-Ungarn; † 26. Januar 1938 in Lwiw, Polen) war ein ukrainischer Politiker. Er war von April bis August 1919 Außenminister  der Ukrainischen Volksrepublik.

## Leben
Wolodymyr Temnyzkyj kam in Chlopiwka im heutigen Rajon Hussjatyn der ukrainischen Oblast Ternopil als Sohn eines griechisch-katholischen Priesters zur Welt. Nach Abschluss seiner Hochschulreife studierte an der Juristischen Fakultät der Universität Lemberg, wo er als politisch aktiver Student einer der Gründer der ukrainischen Studentenvereinigung "Junge Ukraine" (Молода Україна) sowie der gleichnamigen, in den Jahren 1900 bis 1903 in Lwiw erscheinenden Monatszeitschrift war. Nachdem er in Lwiw der Universität verwiesen wurde, beendete er sein Studium an der Jagiellonen-Universität in Krakau und der Universität Wien.
Zwischen 1914 und 1920 war Wolodymyr Temnyzkyj der Vorsitzende der Ukrainischen Sozialdemokratischen Arbeiterpartei (Ukrajinska sozialno-demokratytschna robitnytscha partija, USDRP).
Von Januar bis Februar 1919 war Temnyzkyj stellvertretender Außenminister in der Regierung Tschechiwskyj und von April 1919 bis August 1920 war er Minister für Auswärtige Angelegenheiten in der Regierung Martos der Ukrainischen Volksrepublik und als solcher Mitglied der Delegation der Ukrainischen Volksrepublik bei der Pariser Friedenskonferenz 1919.
Zu Beginn der 1920er Jahre ging er in die Emigration, aus der er 1922 mit seinem Umzug nach Stanyslawiw zurückkehrte und erneut in der Ukrainischen Sozialdemokratischen Partei führend aktiv war. Ab 1928 lebte er wieder in Lwiw, wo er am 26. Januar 1938 nach langer, schwerer Krankheit starb. Zwei Tage darauf wurde er auf dem Lytschakiwski-Friedhof in Lwiw bestattet.